# ねじまき少女
『ねじまき少女』（ねじまきしょうじょ、英語:The Windup Girl）は、アメリカの作家パオロ・バチガルピによるサイエンス・フィクションの長編小説。本作はバチガルピの初長編小説であり、2009年9月1日にNight Shade Booksから出版された。本作は未来のタイを舞台にして、地球温暖化やバイオテクノロジーなどのさまざまな同時代の問題を扱っている。
『ねじまき少女』はタイム誌の9冊の2009年の最良のフィクションに取り上げられた。2010年のネビュラ賞と、やはり2010年のヒューゴー賞（チャイナ・ミエヴィルの『都市と都市』との同時受賞）の長編小説部門を受賞した。また、2010年ジョン・W・キャンベル記念賞および2010年コンプトン・クルーク賞と2010年ローカス賞の初長編小説部門も受賞した。

## 設定
『ねじまき少女』は23世紀のタイ王国を舞台にしている。地球温暖化の影響で世界中の海水位が上昇し、炭素燃料源が枯渇して、エネルギー貯蔵装置として手巻きのぜんまいばねが使用されている。バイオテクノロジーが支配的で、アグリジェン、パーカル、レッドスターなどの巨大企業（「カロリーカンパニー」と呼ばれる）がジーンハックされた種子を通じて食糧生産を支配し、バイオテロリズム、私設軍隊および経済的な殺し屋を使って自分たちの生産物の市場を作り出す。遺伝子組み換え作物や突然変異した害虫によって引き起こされる致命的で広範な疫病などの頻発する災害が人口全体を襲っている。世界の植物の自然遺伝子種子は、ほとんどが完全に遺伝子組換えされた一代交配種に置き換えられており、農民は季節ごとにカロリーカンパニーから新しい種子を購入せざるを得ない状況に追い込まれている。
タイは例外となっている。タイは遺伝子的に有効な種子の独自の保護庫を保持し、遺伝子組み換えの疫病やその他のバイオテロリズムと戦い、カロリーカンパニーや他の外国の生物の輸入を厳格に封じている。首都バンコクは海抜下に位置し、堤防とポンプによって洪水から保護されている。現在のタイ国王は事実上の儀式的な存在である幼い女王であり、タイで最も力を持つ人物は、サムデット・チャオプラヤ（幼い女王の摂政）、プラチャ将軍（環境省長官）、およびアッカラット大臣（貿易省長官）の三名である。プラチャとアッカラットは長らくの敵同士であり、政府内の保護主義的／独立主義的／孤立主義的な派閥と国際主義的／調和主義的な派閥をそれぞれ代表している。

## あらすじ
石油が枯渇し、エネルギー構造が激変した近未来のバンコク。遺伝子組替動物を使役させエネルギーを取り出す工場を経営するアンダースン・レイクは、ある日、市場で奇妙な外見と芳醇な味を持つ果物ンガウを手にする。ンガウの調査を始めたアンダースンは、ある夜、クラブで踊る少女型アンドロイドのエミコに出会う。彼とねじまき少女エミコとの出会いは、世界の運命を大きく変えていった。

## 受賞と栄誉
- ネビュラ賞 長編小説部門（2010年）[5]
- ヒューゴー賞 長編小説部門（2010年、同時受賞：チャイナ・ミエヴィル『都市と都市』）[3]
- ジョン・W・キャンベル記念賞（2010年）
- 星雲賞 海外長編部門（2012年、田中一江と金子浩による翻訳版）[6]
- クルト・ラスヴィッツ賞（2012年、ドイツ語版の Biokrieg ）
- ブロガー向けプラネットSF賞（フランス語版）（2012年、フランス語版の La Fille Automate ）[7]

## 評価
アダム・ロバーツは、ガーディアン誌でのレビューで、「『ねじまき少女』は＜スイートスポット＞に達したとき、SFが最も得意とすることを体現している。それは魅力的で、没頭感があり、考えさせられる方法で現実を再構築し、鮮烈に心に残る」と結論付けている。ガーディアン誌は後に、この小説を5冊の最良の気候変動小説の一つとしてリストアップした。
ストレンジ・ホライズン誌のニール・ハリソンは小説が「不確実性の狂乱的な興奮」によって「何時間も読み応えのあるもの」であると述べながらも、そのプロットは「ややこわばっている」と評した。ハリソンはまた、バチガルピの「エミコが多くの状況で示す服従の探求」を、リチャード・モーガンが2007年の小説 Black Man で描いた同等の状況の描写と比較し、エミコの強制的な行動と独立した行動の過渡が「説得力がない」と述べ、その結果、彼女は「小説のキャラクターよりもむしろ短編小説のキャラクターのように感じられる」と指摘した。最終的に、ハリソンは、小説が「植民地主義と新植民地主義の遺産と厳格に関わっているが、それらの遺産から恩恵を受けている人物によって書かれている」と感じた。
ザ・ニューヨーク・レビュー・オブ・サイエンス・フィクション誌において、エリック・シャラーは長編エッセイの中で、バチガルピが科学をどのように使っているかを分析し、この小説が「半世紀前のパルプSFに似ており、疑似科学的なマクガフィンをプロットを進めるために使用し、科学的な専門用語を示唆的だが正確でない外観として使っており、細部の検討に耐えることはできない」と述べ、本作は「お勧めできる点が多い」としながらも、読者は「多くの誤った科学的説明の中に備わる誤謬を認識するために、科学の背景を持っている必要はない」と判断した。また、シャラーは小説内での「チェシャ」（野生に逃げたわずかな数の標本が世界中で普通の猫を置き換えるほど完璧に偽装された遺伝子組み換えされた猫の種）の存在に特に批判的で、「科学的な一貫性の欠如」の一例として挙げ、「複雑な遺伝子操作が比較的簡単に実現できるように見える一方で、比較的単純な遺伝子操作は無視されるか、あまりにも困難だと考えられている」とした。
タイの作家ベンジャヌン・スリドゥアンカエウは、バチガルピのタイ文化の描写を「異国趣味的で、イエローフィーバーの攻撃的なくだらないこと」と非難し、さらに本書の謝辞に「この本の研究のために著者が話をした実在のタイ人の名前」が記載されていないことに言及した。
2011年のインタビューで、バチガルピは『ねじまき少女』の執筆過程が「本当に苦痛でトラウマ的」だったと述べ、本書が好評を受けることは彼にとって「混乱している」と強調し、「『ねじまき少女』ではずっと恥ずかしかった。書いている最中も恥ずかしかったし、書いたことが恥ずかしかったし、他の人にそれを押し付けることが恥ずかしかったし、今でも人々に批判されると恥ずかしい」と述べた。